# 广州市美华中学
广州市美华中学，位于广州市荔湾区西村街道西增路，创立于1923年，因是旅美华侨捐资兴建，取名“美华中学”。

## 概况
学校占地面积31124.265平方米，是荔湾区区属学校中面积和规模最大的初级中学，校舍建筑面积19493.44（教学行政区域）平方米。教学楼共有七栋，分别为“美华楼”、“健华楼”、“智华楼”、“仁华楼”、“义华楼”、“礼华楼”、“信华楼”。教学区、生活区、运动区皆分开。
学校有全塑胶的200米环形跑道附100米直跑道、标准七人制人造草地足球场、符合国际标准的恒温游泳池、内设木地板篮球场的体育馆。现代化的教学设施包括有音乐室、美术室、舞蹈室、地理室、历史室、劳技室、计算机室、语音室、综合电教室和理化生实验室、图书馆、电子阅览室等，还有230平方米的模拟生态馆。

## 历史
美华中学的前身是美华学校，创校于1923年，由中、美两国公理会人士捐资合办。
1919年前后，原美国公理宗西差会以经济原因，决定结束广东教区的传教及教育事业，并於1918年夏关闭并变卖路得学校校产（校址在今之多宝路广州医学院第三附属医院前座，后改为男女同校，办过一届中学）。传教士伍赖信（又译伍艾逊）与美国教师多人极力反对无效，便辞去美国教会的优厚待遇职位，放弃养老俸金，自愿用个人私蓄作为另办学校经费，与中国基督教徒数人共筹资金，创办一所以中国人为主力的自立自养的学校。伍赖信於1921年在西村高岗（美华岗、增埗）购置校地70亩，开始兴建校舍两座，及购置校具设备，学校成立後为首任校长。後来再由中国人欧阳寿石继任。
1924年，美華教育會派小喜嘉理（本名喜光耀 Robert Morrison Hager）夫婦到校任教两年，以繼承其先父多年為中國人民服務之遺願。其父老喜嘉理（Charles Robert Hager）曾在香港中華公理會佈道，是當年引導孫中山參加教會的執行施洗禮的主禮人。他的家族與中國的革命事業有著久遠的淵源。1928年，改为私立美华初级中学，只设初中，招收男生。
1929年，学校移交给中国人管理，翁挺主持校董会工作。全部办学经费靠收学费和宿费解决。1930年，由于中華民國教育部已颁布不许外国人或教会在华办学的规定，乃将美华中学的管理权交由广东公理传道会办理。重新组织校董会，聘张兴孝为校长，兼收男女生，学生三百人。
1937年，抗日战争时期校园受日军飞机轰炸，迁往香港上環樓梯街的中華基督教會公理堂（樓梯街堂，現必列者士街堂）。1938年至1941年夏，学生人数由200余人，增至530余人。1941年秋，港英教育司署突然下令扩大学生座位面积，减少名额，男校八间课室，只准收学生300名。女校八间课室，只准收学生188名，因此学校的经费收入，大受影响。美华迁校期间与广东省教育厅仍直接保持联系，学生的学籍证件表册，均送韶关广东省教育厅审核。
1945年抗战胜利后，因广州与香港的校董星散，人力资金缺乏，故一时难以复校。
1946年底，适逢教育部办理的国立侨民第二师范学校（後改为广州市第三十中学，现广州市陈嘉庚纪念中学），由内地（原位於乐昌县武平乡）迁到广州，商得校董蓝体恩同意，亦为了支持教育事业起见，无条件把校舍短期借与该校，但声明美华准备复校时，提前三个月通知，即要全部交还。1946年9月复校时，虽已提前通知，但该校仍然借词指无校舍可迁，继续拖延霸占，拒不归还。其实教育部已陆续拨出土地给该校建校址，但因通货膨胀，币值不断暴跌，经手人趁机舞弊，教育部经费拨到时，原可建筑混凝土校舍的经费，亦变为仅可盖搭竹棚茅舍。至8月下旬，才允交还西北角的一座平房，三间课室。待修理好课室时，该校当局乘夜搬占入内，并加上封条门锁。美华校方一面派人看守新修好的校舍，揭去封条并拆去门锁，搬走该校的教学用具；另一方面派人去西村公安局报告，不过该校当局恶人先告状，反诬告美华校方霸占校舍，并将代表美华的事务主任拘留，押解至广州市公安局。美华只能靠一平房和三间课室，再借用西村堂楼下，以及原伍赖信住宅作为宿舍勉强复校。至1947年9月师范学校才全部迁出，美华终实现收复校园。美华再增办高中，校长为周振光。有高中三个班，初中六个班。香港继续保留分校。
中华人民共和国建政后，1951年秋，美华学生虽略有增加，但经费依然有困难，每学期仍要香港分校支援部分经费才能勉强维持。学校有人向全校师生报告，建议请求政府接办，全校师生一致同意。1952年，广州市当局将粤秀师范学校与真光、美华、导正合并，在协和原址办师范，私立协和中学和美华中学均成为粤秀师范校舍。由此一直至1955年，校舍陆续成为粤秀师范的初师部、幼师部、速师部（与协和中学、真光中学同为广州师范学校），期间粤秀师范改名广州师范学校。
1956年，美华被改为广州幼儿师范学校。1962年加招附中班。1968年被改为广州市第五十九中学。2006年10月，荔湾区人民政府批准学校复名为美华中学。
2023年，广州市荔湾区教育局授权广州市第一中学全权管理广州市美华中学。

## 校歌
欧阳寿石作词，以粵語廣州話唱誦，在2006年学校复名时已不唱。
美華、美華，俯瞰羊城億萬家，屹立白雲山下，風景天然，遠勝圖畫，任教那，能如此地清嘉。
美華、美華，聲譽喧傳遍邇遐，中西一爐共治，停看他日，雄飛東西，真有價，敢稱言大非誇。
美華、美華，學子來游數日加，如坐春風雨化，科學真理，雙管齊下，一瞬也，定教名滿天涯。

## 校徽及校训
学校原来的校训是「博爱精诚」，2006年被改成「爱国、诚信、明责」。目前的校徽也完全使用汉语拼音，不使用英文，与广州其他百年学校（如广州市培正中学等）的做法大相径庭。